# يوتلسات 8 غرب ب
يوتلسات 8 غرب بي (بالإنجليزية: Eutelsat 8 West B) هو قمر صناعي للاتصالات أُطلِق في الـ20 أغسطس 2015 على متن الصاروخ الحامل أريان 5 برفقة القمر الصناعي انتلسات 34 من محطة مركز جويانا للفضاء بكوروا في غويانا الفرنسية، تديره شركة يوتلسات، يقع في الموقع المداري °8 غرباً فوق خط الاستواء (المدار الجغرافي الثابت) ويغطي إرساله شمال أفريقيا، الشرق الأوسط، أوروبا، الأمريكتان، أفريقيا

## روابط خارجية
- EUTELSAT 8 West B launch a success. تاليس, 21 أغسطس 2015
- Eutelsat 8 West B على الموقع الإلكتروني ليوتلسات